# Ordoño Ordóñez
Ordoño Ordóñez (?-después de 1073), alférez real del rey Fernando I de León, fue un importante personaje del siglo XI en el reino de León. 

## Biografía
Según Rodrigo Jiménez de Rada, en su Historia de los hechos de España, escrita en el siglo XIII, era hijo del infante Ordoño Ramírez el Ciego y de su mujer y prima segunda la infanta Cristina Bermúdez, y nieto de dos reyes, Ramiro III de León y Bermudo II de León. Sin embargo, Jaime de Salazar y Acha cuestiona tal filiación que considera derivada de lecturas poco exactas de la fuente primigenia, el Corpus pelagianum del obispo Pelayo de Oviedo escrito en la primera mitad el siglo XII, en el cual no se incluye a Ordoño Ordóñez entre los hijos de Ordoño Ramírez, y lo hace hijo de Ordoño Fafílaz y de su esposa Enderquina.
Recibió el oficio de alférez real alrededor de 1042. El rey Fernando I de León le encomendó el gobierno de Palenzuela, donde fijó su residencia y quedaron vinculados los hijos que tuvo con Enderquina, especialmente el conde García Ordóñez. Otra hija, María Ordóñez se casó con Álvar Díaz cuyos descendientes fueron, entre otros, los condes de Noreña, y Gontrodo Pérez, amante del rey Alfonso VII de León y madre de la reina Urraca la Asturiana. La última mención en la documentación medieval del conde Ordoño fue el 3 de diciembre de 1072 junto con su hijo el conde García Ordóñez.